# آمر طاهر احمد
آمر طاهر احمد (متولد ۱۹۷۸) پژوهشگر ادبیات تطبیقی است. تحقیقات او عمدتاً در حوزه ادبیات معاصر فارسی و کردی و شعرشناسی است. یکی از کتاب‌های او برنده جایزه جهانی کتاب سال ایران شد.

## زندگی
آمر طاهر احمد پس از پایان تحصیلاتش در دانشگاه دهوک، بورس دکتری وزارت امور خارجه فرانسه را دریافت کرد و در سال ۲۰۰۲ به فرانسه رفت. او در سال ۲۰۰۹ از دانشگاه سوربن، دکترای ادبیات تطبیقی گرفت. طاهر احمد از مارس ۲۰۱۰ در مؤسسه ایران‌شناسی آکادمی علوم اتریش مشغول به کار است و در دانشگاه هاروارد نیز تدریس می‌کند.

## آثار
- انقلاب ادبی: مطالعه تأثیر شعر فرانسه در نوسازی اشکال شعر فارسی در آغاز قرن بیستم، آمر طاهر احمد، وین: فرهنگستان علوم اتریش، ۲۰۱۲

- Nîma Yušij u Ebdollah Goran, niwêkirdinewe u dabiran [Nimâ Yušij and Abdollah Goran: Renewal and Breakthrough] (in Sorani), Duhok: Spîrêz, 2006